# Файков, Юрий Иванович
Юрий Иванович Файков (16 ноября 1938, Сысоевка, Приморский край — 13 октября 2022, Саров, Нижегородская область) — советский и российский конструктор специальных боеприпасов, учёный по проблеме обоснования тактико-технических требований к ним и оценки их боевой эффективности, лауреат Ленинской премии (1982).

## Биография
Родился 16 ноября 1938 года в с. Сысоевка Яковлевского района Приморского края в семье военнослужащего. Учился в школе в Рязанской области и на Украине.
Окончил МВТУ им. Н. Э. Баумана, инженер-механик (1961).
С 1960 г. (ещё с пятого курса МВТУ) работал во ВНИИЭФ (РФЯЦ — Всероссийский научно-исследовательский институт экспериментальной физики), г. Арзамас-16, ныне г. Саров Нижегородской области: электромонтажник, инженер, заместитель начальника лаборатории аэродинамики и баллистики, с 1974 — начальник научно-исследовательского отделения, с 1984 — заместитель главного конструктора, с 1991 первый заместитель главного конструктора. С 1998 — главный конструктор РФЯЦ-ВНИИЭФ. С 2010 года — советник при дирекции — заместитель главного конструктора РФЯЦ-ВНИИЭФ.
Принимал участие в разработке, лётной и наземной отработке всех ядерных боеприпасов (ЯБП), созданных во ВНИИЭФ начиная с 1963 г.
Кандидат (1983), доктор (1990) технических наук, профессор (1995), действительный член РАРАН (1993).
Публикации: более 300 закрытых научно-технических отчётов.
Лауреат Ленинской премии (1982). Заслуженный деятель науки РФ (2003). Награждён орденом Почёта, орденом «За заслуги перед Отечеством» 4-й степени, благодарностью президента Российской Федерации.
Скончался 13 октября 2022 года в г. Сарове Нижегородской области.